# Krvni serum
U krvi, serum je komponenta koja se ne sastoji od krvnih stanica (serum ne sadrži bijele i crvene krvne stanice) i faktora zgrušavanja. On je krvna plazma iz koje su odstranjeni fibrinogeni. Serum obuhvaća sve proteine koji ne sudjeluju u zgrušavanju krvi (koagulaciji) i sve elektrolite, antitijela, antigene, hormone, i druge egzogene tvari (npr. lijekove i mikroorganizme).
Ispitivanjem seruma se bavi serologija. Ona može obuhvaćati proteomiku. Serum se koristi u brojnim dijagnostičkim testovima, kao i za određivanje krvne grupe.
Krv se centrifugira da bi se odstranile stanične komponente. Antikoagulirana krv daje plazmu koja sadrži fibrinogen i faktor zgrušavanja. Koagulirana krv (zgrušana krv) daje serum bez fibrinogena, iako se neki faktori zgrušavanja zadržavaju.

## Vanjske poveznice
- Krv